# Ricardo S. Maxit
Ricardo Segundo Maxit (Colón, 16 de diciembre de 1905-1960) fue un abogado y político argentino del Partido Demócrata Nacional que se desempeñó como diputado nacional por la provincia de Entre Ríos.

## Biografía
Nació en 1905 en Colón (Entre Ríos). Estudió abogacía en la Facultad de Ciencias Jurídicas y Sociales de la Universidad Nacional de La Plata, recibiéndose en 1930.
Entre 1932 y 1935 fue miembro del concejo deliberante de Colón, y de 1935 a 1942, integró la Cámara de Diputados de Entre Ríos durante dos períodos.
En las elecciones legislativas de 1942, fue elegido diputado nacional por la provincia de Entre Ríos. Su mandato se extendía hasta 1946 pero fue interrumpido por el golpe de Estado del 4 de junio de 1943. Fue secretario de la comisión de Legislación del Trabajo.
En las elecciones provinciales de 1946, fue candidato a vicegobernador, en la fórmula del Partido Demócrata Nacional (PDN), encabezada por Pedro Radio. La misma quedó en tercer lugar.
En las elecciones provinciales de 1951, fue candidato a gobernador por el PDN. Acompañado por Francisco Figueredo, la fórmula obtuvo el 3,87 % de los votos, triunfando el peronista Felipe Texier.
En 1958 volvió a postularse a gobernador de Entre Ríos por el Partido Demócrata. En aquella segunda ocasión, acompañado por Santos E. Velázquez, quedó en cuarto lugar con el 4,79 % de los votos, triunfando el radical intransigente Raúl Lucio Uranga.
Desde 1941 también fue director del periódico El Entre Ríos en Colón. Falleció por un accidente en 1960, a los 53 años.